# Puerta Alta
La puerta Alta es una de las puertas que da acceso al recinto defensivo de la muralla de Daroca. Fue declarada monumento nacional junto con el resto del conjunto de fortificaciones de Daroca en resolución: 03/06/1931 Publicación: 04/06/1931. 

## Descripción

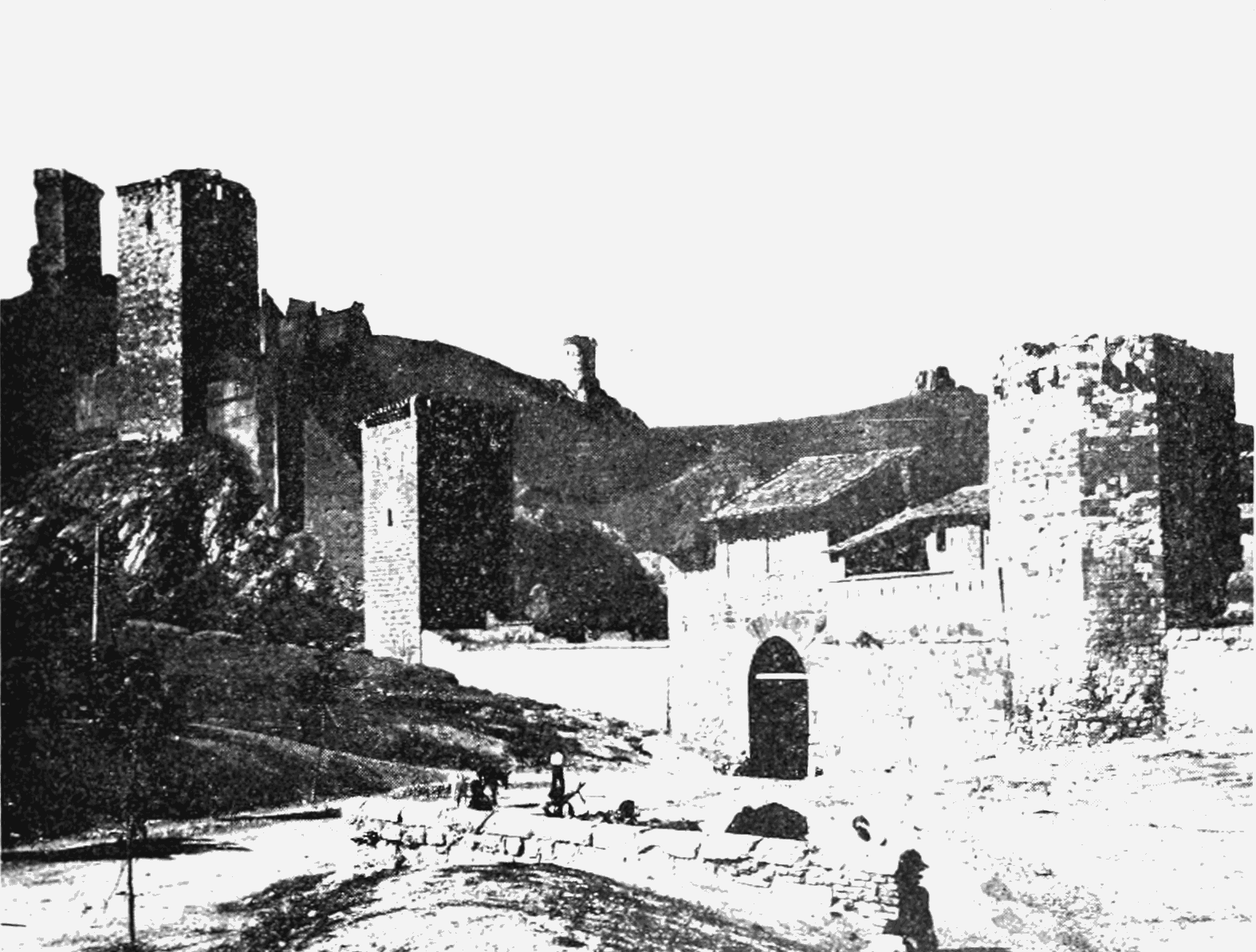
Puerta Alta de Daroca en 1905.

La Puerta Alta data del siglo siglo XV y está situada en la zona norte del recinto amurallado. En esta zona la muralla está construida en piedra sillar con un recrecimiento de ladrillo con aspilleras del siglo XIX.
La torre-puerta es un torreón de planta rectangular que debió ser destruido durante alguno de los conflictos sufridos por la ciudad y que se reformó en el siglo XVII quedando como lo vemos en la actualidad. Se trata de un arco adovelado, ligeramente apuntado, sobre el que existe un cuerpo con una galería con arcos, sobre la que existen abiertas algunas aspilletas y está cubierto con un tejado a dos aguas. Por el interior, el arco es un arco de medio punto.
Muy cercano a la puerta, y como refuerzo de esta, se encuentra la llamada torre de los Huevos, o de los Escolapios por estar junto al antiguo colegio de esta orden. En este torreón se instaló uno de los observatorios meteorológicos más antiguos de Aragón que fue montado por el P. Blas Aínsa Domeneque en 1884 y que empezó a funcionar en 1890.

## Galería de imágenes

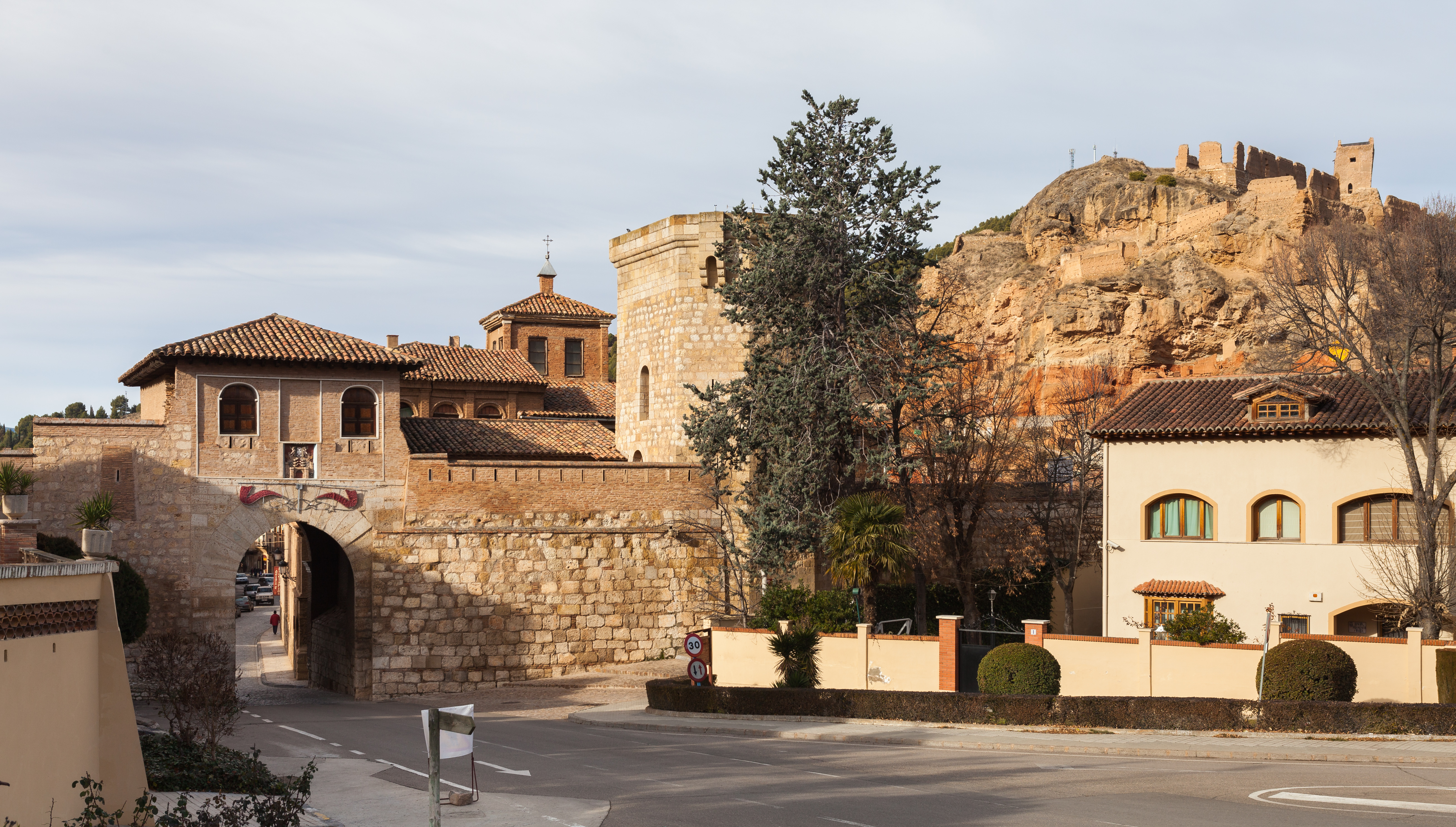
Vista general
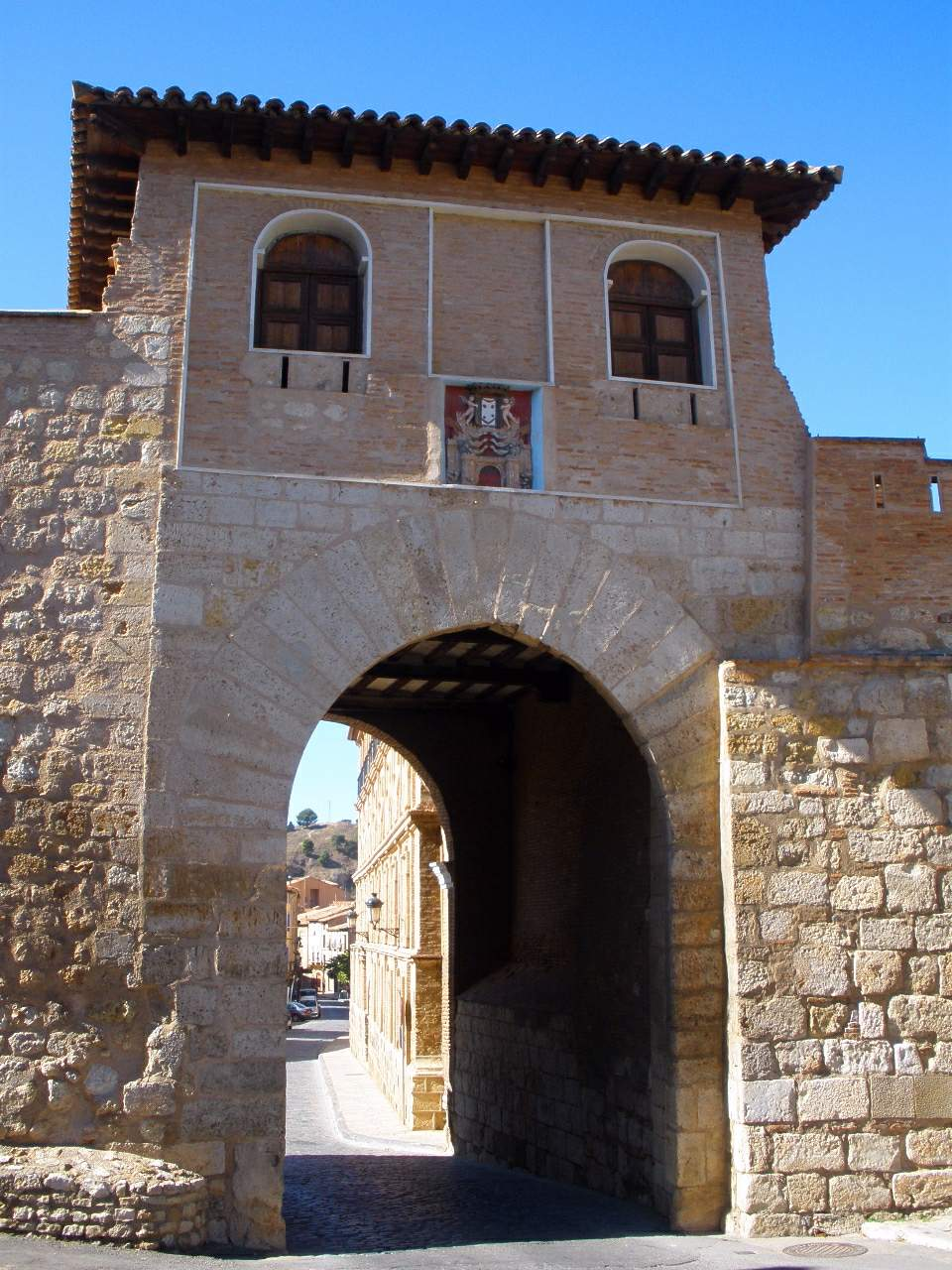
Detalle de la puerta.
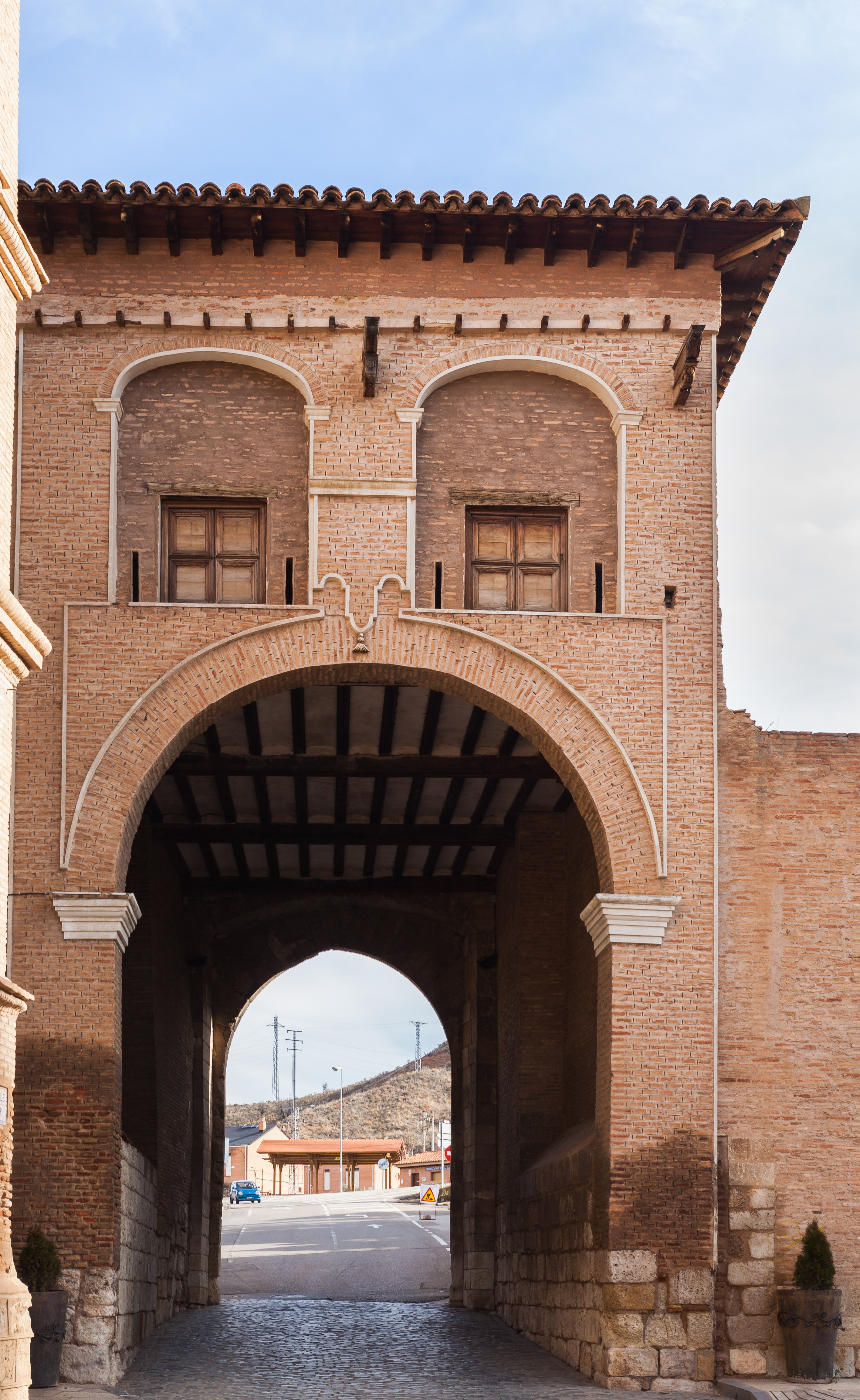
Vista adversa.
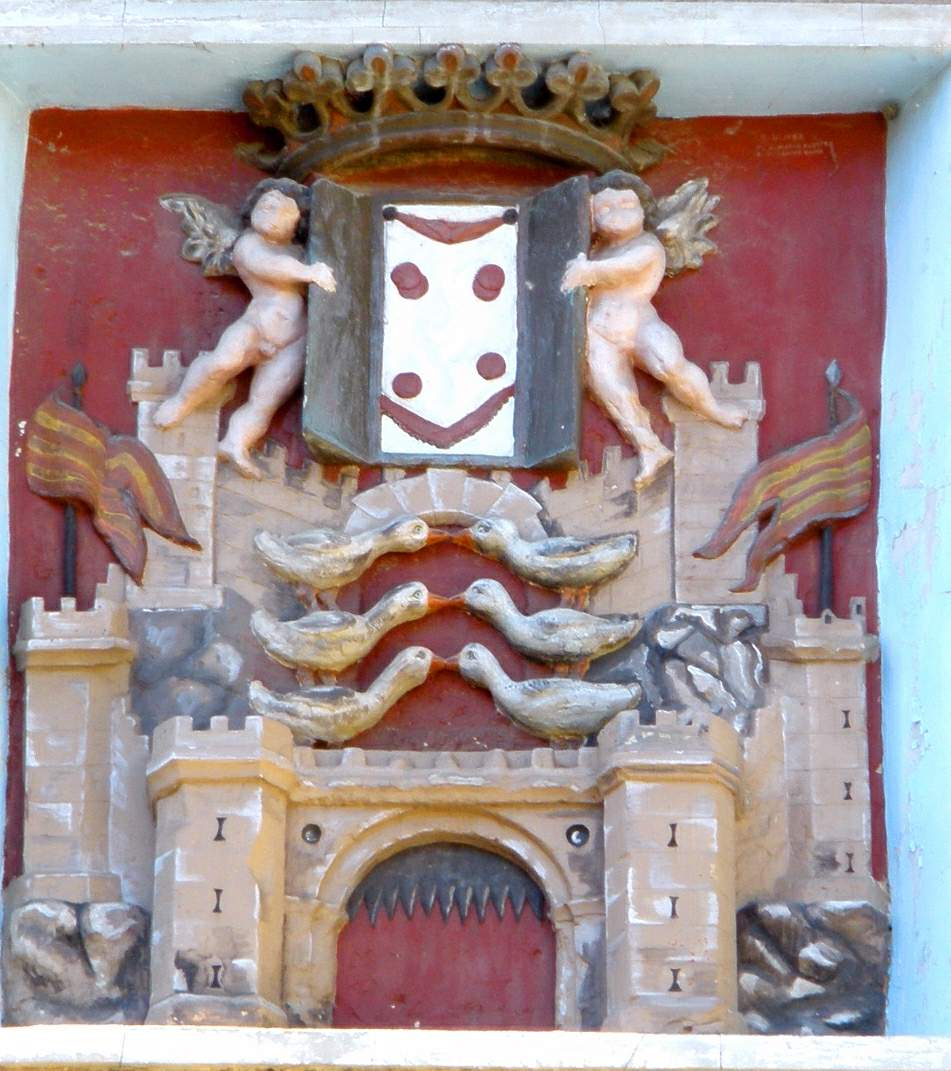
Detalle del relieve